# Жозе Карлос Серран
Жозе Карлос Серран (порт. José Carlos Serrão, нар. 12 жовтня 1950, Сан-Паулу) — бразильський футболіст, що грав на позиції нападника. По завершенні ігрової кар'єри — тренер. Виступав, зокрема, за клуб «Сан-Паулу», у складі якого став триразовим переможцем Ліги Пауліста та чемпіоном Бразилії.

## Ігрова кар'єра
У професійному футболі Жозе Карлос Серран дебютував 1972 року виступами за команду «Сан-Паулу», в якій грав до 1977 року, та став у його складі триразовим переможцем Ліги Пауліста та чемпіоном Бразилії.
У 1977 році футболіст перейшов до клубу «Ботафогу» (Жуан-Песоа), в складі якого став переможцем Кампеонато Параїбано. У 1978 році Серран грав у складі клубу «Жоїнвіль», у складі якого став переможцем Ліги Катаріненсе. У 1979 році футболіст грав у складі клубів «Санту-Андре» та «Анаполіна». Завершив ігрову кар'єру Серран у колумбійській команді «Кукута Депортіво», за яку виступав протягом 1980 року.

## Кар'єра тренера
Невдовзі по завершенні кар'єри гравця Жозе Карлос Серран розпочав тренерську кар'єру, і в 1983 році увійшоов до тренерського штабу клубу «Сан-Паулу», де працював до 1987 року, та кілька разів очолював клуб як виконуючий обов'язки головного тренера. У 1987 році колишній футболіст очолював клуб «Санту-Андре».
У 1988—1989 році Серран очолював клуб «XV ді Новембро», а в 1990—1991 роках очолював клуб «Атлетіка Франкана». У 1991 році тренер очолював клуб «Ріо-Бранко», а в 1992 році спочатку вдруге за кар'єру очолив клуб «XV ді Новембро», а пізніше в цьому ж році перейшов на роботу до клубу «Сентрал». У 1993 році Серран очолював клуби «Насьонал» (Сан-Паулу) і «Марілія».
У 1995 році Жозе Карлос Серран працював у клубах «Жувентус Сан-Паулу» і КРБ, а в 1995 році в клубах «Пайсанду» (Белен), «Лондрина» і «Можі-Мірім». У 1996—1997 роках тренер удруге за кар'єру очолював клуб «Атлетіка Франкана». У другій половині 1997 року Серран працював у клубі «Аракатуба». У 1998 році Серран удруге в кар'єрі очолив «Ріо-Бранко», а в 1999 році вдруге за кар'єру очолював клуб «Можі-Мірім».
У 2000 році Жозе Карлос Серран став головним тренером команди «Корінтіанс», проте ще в цьому ж році перейшов на роботу до клубу «Сеара». У 2001 році тренер очолював клуб «Португеза Сантіста». У 2002—2004 році бразильський тренер уперше поїхав на роботу за кордон, очоливши тренерський штаб південнокорейського клубу «Сувон Самсунг Блювінгз», у якому працював до 2004 року. Після повернення на батьківщину Серран у 2005 році очолював клуб «Гуарані» (Кампінас).
У другій половині 2005 року Серран очолював тренерський штаб клубу «Уніон Барбаренсе», та ще цього ж року бразильський тренер очолив польський клуб «Погонь» (Щецин), у якому працював до 2006 року. У 2007 році Серран утретє за кар'єру очолив клуб «Можі-Мірім». У 2008 році тренер очолював клуби «Ріо-Прето» й «Анаполіна», а в 2009 році вдруге за кар'єру очолив клуб «Марілія».
У 2010 році Жозе Карлос Серран очолив клуб «Сертанзінью», проте ще цього року перейшов у добре знайомий йому клуб «Можі-Мірім». У 2011 році тренер очолював клуби «Сан-Бенту», «Америка» (Сан-Паулу) і «Сентрал».
2012 рік бразильський тренер розпочав на роботі в клубі «Ітапіренсе», проте ще цього року очолив японський клуб «Ґамба Осака», але ще в цьому році повернувся на батьківщину до клубу «Ікаса». Ще в 2012 році Серран очолив клуб «Сан-Карлос», а в 2013 році став головним тренером клубу «Жувентус Сан-Паулу». У 2014—2015 роках Жозе Карлос Серран удруге за кар'єру очолював клуб «Сертанзінью».

## Титули і досягнення
- Переможець Ліги Пауліста (3):

«Сан-Паулу»: 1970, 1971, 1975
- Чемпіон Бразилії (1):

«Сан-Паулу»: 1977
- Переможець Кампеонато Параїбано (1):

«Ботафогу» (Жуан-Песоа): 1977
- Переможець Ліги Катаріненсе (1):

«Жоїнвіль»: 1978